# ديرقب (كعيدنة)

تعديل مصدري - تعديل

ديرقب هي إحدى قرى عزلة الثلث بمديرية كعيدنة التابعة لمحافظة حجة، بلغ تعداد سكانها 167 نسمة حسب تعداد اليمن لعام 2004.